# Piratula canadensis
Espèce
Synonymes
- Pirata canadensis Dondale & Redner, 1981

Piratula canadensis est une espèce d'araignées aranéomorphes de la famille des Lycosidae.

## Distribution
Cette espèce se rencontre au Canada en Colombie-Britannique, en Alberta, en Saskatchewan, au Manitoba, en Ontario, au Québec, au Nouveau-Brunswick, en Nouvelle-Écosse et à Terre-Neuve et en Russie dans les kraïs du Kamtchatka et de Khabarovsk,,.

## Description
Le mâle holotype mesure 3,0 mm et la femelle paratype 3,75 mm.

## Étymologie
Son nom d'espèce, composé de canad[a] et du suffixe latin -ensis, « qui vit dans, qui habite », lui a été donné en référence au pays où on l'a découverte, le Canada.

## Publication originale
- Dondale & Redner, 1981 : Description of a new wolf spider in the genus Pirata (Araneae: Lycosidae). Psyche, vol. 87, p. 193-197 (texte intégral).